# Jader Volnei Spindler
Jader Volnei Spindler, meglio noto come Baré (Venâncio Aires, 18 gennaio 1982), è un ex calciatore brasiliano, attaccante ritiratosi nel 2016.

## Palmarès

### Club

#### Competizioni nazionali
- Coppa dell'Imperatore: 1

Gamba Osaka: 2008
- Coppa J. League: 1

Gamba Osaka: 2007
- Supercoppa del Giappone: 1

Gamba Osaka: 2007
- Campionato emiratino: 2

Al-Ahli: 2008-2009
Al-Jazira: 2010-2011
- UAE Super Cup: 1

Al-Ahli: 2008
- Coppa del Presidente degli Emirati Arabi Uniti: 2

Al-Jazira: 2010-2011, 2011-2012